# Житомирський пивзавод
Житомирський пивзавод, ПАТ «Житомирпиво» — непрацююче підприємство харчової промисловості України, що займалося виробництвом та реалізацією пива. Розташоване у місті Житомирі. Було закрите у 2015 році через фінансові труднощі.

## Історія
Житомирський пивзавод бере свій початок із 1878 року, коли чеські переселенці Йозеф Махачек і Теодор Богдан Янс організували на місці старого млина «Слов'янський паровий пивоварний завод». Вже у 1887 році підприємство виготовило 30 тис. дал пива.
У березні 1919 року Й. Махачек поїхав до себе на Батьківщину, після чого робочі взяли керування до своїх рук та організували артіль, яка відремонтувала завод, що був пошкоджений під час війни.
8 серпня 1941 року, після кількох місяців простою через захоплення міста фашистами, завод відновив свою роботу, щодобово виробляючи 5-6 тис. літрів пива.
Протягом 1945—1980 років Житомирський завод був головним у Житомироблхарчпромі, потужність якого становила 1 млн дал пива.
Із розпадом Радянського Союзу, на підприємстві настали важкі часи. У 1995 році був припинений випуск пляшкового пива.
Нова віха в історії почалася у 2002 році, коли пивоварню очолив Володимир Дебой. До 125-річчя заводу планувалося запустити автоматичну лінію розливу пива до пляшок, але підвели постачальники. Проте, наступного року лінія все ж таки була встановлена і пляшкове пиво, після дев'ятирічної перерви, знову з'явилося на полицях магазинів.
У липні 2015 року завод припинив випуск пива через скрутне фінансове становище, не змігши придбати ліцензію на гуртовий продаж пива за 500 тис. грн.

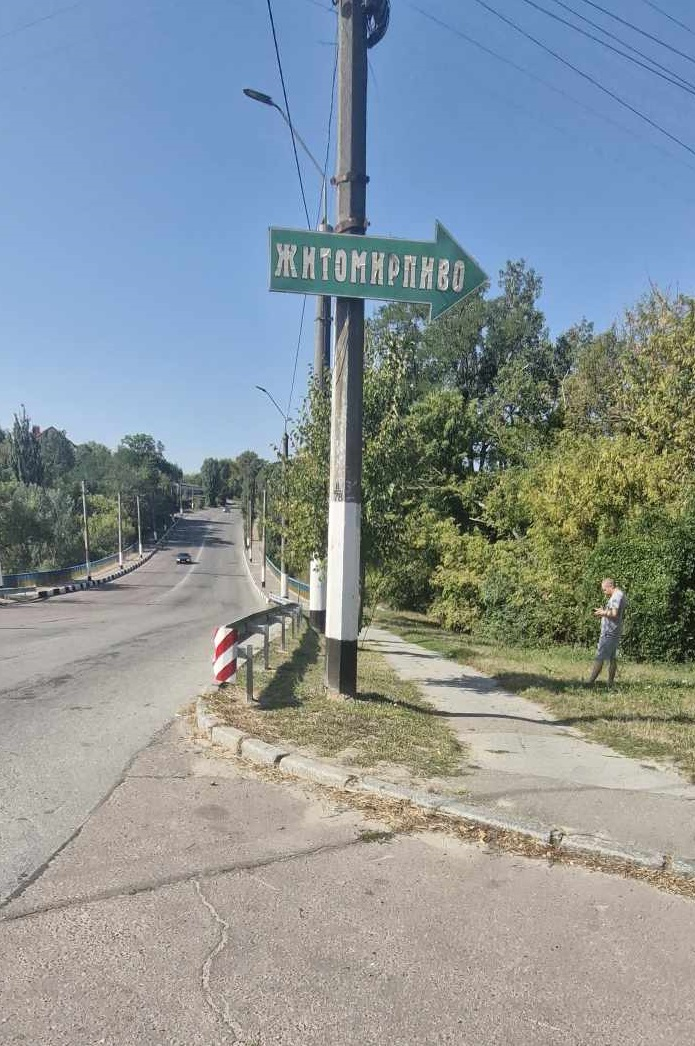
Вказівник до колишнього пивзаводу з вул. Троянівської, 2024 рік

## Асортимент продукції
Житомирський пивзавод випускав продукцію під наступними брендами:
- «Житомирське Світле» — Світле пиво. Густина 11,0 %. Алк.об. 4,0 %.
- «Житомирське Оксамитове» — Темне пиво. Густина 12,0 %. Алк.об. 2,5 %.
- «Жигулівське» — Темне пиво. Густина 11,0 %. Алк.об. 4,0 %.